# ジョージ・ウチダ
ジョージ・ウチダ（George Uchida、1925年7月22日 - 2004年8月6日）は、柔道家、アマチュアレスリング選手、作家、および指導者である。
1925年7月22日にカリフォルニア州インペリアル郡カレクシコに生を受ける。兄にサンノゼ州立大学で柔道のコーチを務めたヨシヒロ・ウチダがいる。第二次世界大戦時、ウチダと家族は防衛のための強制移動の権限の署名に従い、日系アメリカ人収容所のポストン捕虜収容所に移送された。のちに彼は軍情報部の現場でアメリカ陸軍に従事することになり 、朝鮮戦争におけるロシアの関与に関する重要な情報を入手した 。帰国後はサンノゼ州立大学に入学し、体育教育を専攻した。

## 競技会
1954年に開催された全米柔道選手権大会で銅メダルを獲得する。さらに1956年、1957年、および1958年においてサンノゼ州のレスリング選手であった。

## 指導者
1962年、カリフォルニア州のバークレーにあるカリフォルニア大学バークレー校のレスリングコーチに選出されたのだが、その上で彼は大学にも柔道を根付かせたいと願っていた。1972年にミュンヘンオリンピック米国柔道競技代表チームのコーチ、さらに1975年には全米チームのコーチも務めた。最終的には全米高校柔道選手権のヘッドコーチにも従事した。

## 作家
作家としてのウチダは「アマチュア運動競技連合のための柔道競技規則：柔道手引書（Judo Contest Rules for the Amateur Athletic Union Judo Handbook）」や「柔道の基礎（Fundamentals of Judo）」などを執筆している。晩年には国際柔道連盟のA級ライセンス審判を務めた。